# Recea, Argeș
Recea este satul de reședință al comunei cu același nume din județul Argeș, Muntenia, România.
Satul există ca localitate unică oficial din 1968, când fostele sate Recea de Jos și Recea de Sus au fost comasate.